# 张炭
张炭（1966年—）是香港著名的男性电影编剧。香港浸会大学历史系毕业后于1991年发表了平生以来第一部电影剧本《正红旗下》，并一直活跃在香港主流电影业的第一线。1995年之后，将转移到内地继续发展，现居北京。与著名武侠小说家温瑞安是拜把兄弟。

## 电影作品
- 1991年《正红旗下》
- 1992年《新龙门客栈》
- 1992年《黄飞鸿之二：男儿当自强》
- 1993年《一刀倾城》
- 1993年《少年黄飞鸿之铁马骝》
- 1993年《龙跨四海之致命情人》
- 1993年《东方不败之风云再起》
- 1994年《霓红光管高高挂之女子公寓》
- 1994年《新天龙八部之天山童姥》
- 1995年《跟我走一回》
- 1996年《新龙门客栈 (电视剧)》
- 1998年《江山美人 (1998年电视剧)》
- 1998年《水浒后传之拭血问剑》
- 2000年《春光灿烂猪八戒》
- 2002年《吕布与貂蝉》
- 2005年 陈凯歌之《10分钟年华老去之百花深处》
- 2005年《无极》
- 2009年《刺陵》
- 2011年《倩女幽魂》
- 2011年《白蛇传说》
- 2013年《不二神探》